# Emilie-Claire Barlow
Emilie-Claire Barlow (nasceu a 6 de junho de 1976) é uma cantora de jazz e dubladora canadense. Seus pais foram músicos profissionais e encorajaram-na a cantar e a estudar diferentes instrumentos musicais, incluindo o piano, o cello, clarinete e o violino. Por volta dos 7 anos iniciou a sua carreira, cantando em comerciais de rádio e TV.
O primeiro álbum de Barlow, Sings,  foi lançado em 1998. Recebeu três nomeações para o Juno Awards do Canadá e foi nomeada a "Vocalista Feminina do Ano"  do National Jazz Awards de 1998. Entre suas influências musicais, Barlow nomeia os artistas Ella Fitzgerald, Tony Bennett e Stevie Wonder.
Barlow também provê vozes para várias séries animadas de televisão, incluindo Sailor Venus e Sailor Mars em Sailor Moon, Bakugan Battle Brawlers e vários personagens em Total Drama.

## Família
Seus avós eram Cy Leonard e Bob Homme; seu pai é o premiado baterista de jazz Brian Barlow (também conhecido como Brian Leonard). Sua mãe, Judy Tate, é uma compositora, arranjadora e cantora. Seu tio era Richard Homme, um baixista de jazz Canadense que morreu em 6 de Maio de 2011.

## Álbums
| Ano  | Título                  | Notas                                                               |
| ---- | ----------------------- | ------------------------------------------------------------------- |
| 1998 | Sings                   |                                                                     |
| 2001 | Tribute                 | Nominada para "Best jazz vocal album" at the Juno Awards of 2002.   |
| 2003 | Happy Feet              |                                                                     |
| 2005 | Like a Lover            |                                                                     |
| 2006 | Winter Wonderland       | Lançado em 2006 como um álbum de Natal.                             |
| 2007 | The Very Thought of You | Nominada para "Vocal Jazz Album of the Year" no Juno Awards de 2008 |
| 2009 | Haven't We Met?         | Nominada para "Vocal Jazz Album of the Year" no Juno Awards de 2010 |
| 2010 | The Beat Goes On        | Nominada para "Vocal Jazz Album of the Year" no Juno award de 2011  |
| 2012 | Seule ce soir           | Vencedora do "Vocal Jazz Album of the Year" no Juno Awards de 2013  |

## Outros singles
| Ano  | Música                                         | Título do Álbum                 | Artista       | Notas                            |
| ---- | ---------------------------------------------- | ------------------------------- | ------------- | -------------------------------- |
| 2000 | Just Around the Corner                         | Cardcaptor Sakura: The Movie    |               | Trilha sonora                    |
| 2004 | Sailing on the Real True Love Loving the World | Touch of Pink                   |               | Trilha sonora                    |
| 2007 | Mood Indigo                                    | Real Divas - Torch Light, Vol 1 |               | Álbum de compilação              |
| 2007 | Gentle Rain                                    | Real Divas - Torch Light, Vol 2 |               | Álbum de compilação              |
| 2008 | All the Diamonds                               | A Thousand Nights               | Melanie Doane | também apresentando Kathryn Rose |

## Filmografia
| Ano  | Título           | Papel        | Notas     |
| ---- | ---------------- | ------------ | --------- |
| 1992 | Oh, What a Night | Lorraine     |           |
| 2012 | Z-Baw            | Mara (voice) | Main role |

## TV
| Ano        | Título                                   | Papel                                     | Notas                                      |
| ---------- | ---------------------------------------- | ----------------------------------------- | ------------------------------------------ |
| 1994       | The Mighty Jungle                        | Cheryl (voz)                              | 1 episódio: "Home Alone"                   |
| 1998, 2000 | Sailor Moon                              | Sailor Mars (voz)/Sailor Venus (voz)      | 94 episódios                               |
| 1998       | Mythic Warriors: Guardians of the Legend | Siren #2 (voz)                            | 1 episódio: "Ulysses and the Journey Home" |
| 2004       | 6Teen                                    | Chrissy (voz)                             | 3 episódios                                |
| 2005       | Wayside                                  | Johan (voz)                               | 1 episódio                                 |
| 2007       | Bakugan Battle Brawlers                  | Alice Gehabich (voz)                      | 39 episódios                               |
| 2007–2008  | Total Drama Island                       | Courtney (voz)                            | 16 episódios                               |
| 2009–2010  | Total Drama Action                       | Courtney (voz)                            | 17 episódios                               |
| 2009-2010  | Bakugan New Vestroia                     | Alice Gehabich (voz)                      | ? episódios                                |
| 2009       | The Dating Guy                           | Rachel (voz)/Hot Chick Pot Creature (voz) | 1 episódio cada                            |
| 2009       | Stoked                                   | Mrs. Ridgemount (voz)                     | 11 episódios                               |
| 2011       | Total Drama World Tour                   | Courtney (voz)                            | 23 episódios                               |
| 2011       | Almost Naked Animals                     | Bunny (voz)                               | 40 episódios                               |
| 2011       | Bakugan: Mechtanium Surge                | Chris (voz)                               | 12 episódios                               |
| 2012-2013  | Fugget About It                          | Theresa Maria Falcone                     | 18 episódios                               |
| 2013       | Total Drama: All-Stars                   | Courtney (voz)                            | 11 episódios                               |

## Ligaçãoes externas
- Official Website
- Emilie-Claire Barlow no X
- Emilie-Claire Barlow. no IMDb.
- Emilie-Claire Barlow  na enciclopédia do Anime News Network (em inglês)